# Costel Orac
Costel Orac (n. 22 ianuarie 1959, Galați, România) este un antrenor român de fotbal. Din 2010 pana in 2011, el a pregătit echipa Concordia Chiajna.
Și-a început cariera de fotbalist în 1970, la Politehnica Galați, iar peste un an a trecut la F.C. Galați, unde a evoluat până în 1981, când trece la Dinamo București. Aici, alături de o echipă valoroasă, reușește câteva performanțe de excepție, devenind campion al României în trei rânduri (între 1982-1984) și joacă în semifinalele Cupei Campionilor Europeni.
Joacă la Dinamo până în 1989 când trece la Victoria București. După desființarea acestei echipe, odată cu Revoluția din 1989, pleacă în Elveția, unde evoluează un sezon pentru Étoile Carouge FC. În 1991 revine la Dinamo pentru jumătate de sezon, încheindu-și apoi cariera de fotbalist la Unirea Focșani în 1992.
A jucat 308 meciuri în Divizia A, marcând 54 de goluri.
Are de asemenea trei prezențe în tricoul echipei naționale a României, pentru care a marcat un gol.
Și-a început cariera de antrenor la AS Bacău în 1994, promovând echipa în Divizia A, dar neavând rezultate foarte bune în primul eșalon, a fost demis la mijlocul sezonului. Semnează apoi cu FC Baia Mare, echipă pe care o promovează în Divizia A în 2001, dar nu antrenează în prima ligă după ce băimărenii cedează locul lui FCM Bacău. În sezonul următor ajunge din nou la baraj, dar de această dată echipa din Baia Mare este învinsă de Farul Constanța.
Însă Orac face pasul spre Divizia A, semnând un contract cu Oțelul Galați. În sezonul 2002-03 încheie pe locul 13, jucând un meci de baraj pierdut în fața lui FC Bihor. Echipa rămâne însă în Divizia A, tot cu Orac la timonă, tehnicianul fiind demis în sezonul următor, deși echipa se afla în acel moment pe locul șase.
Ajunge tocmai în Divizia C, la FC Botoșani, punând umărul la promovarea echipei în al doilea eșalon.
În 2005, Orac este ofertat de Unirea Urziceni, echipă aflată în Liga a II-a. Reușește la finalul sezonului 2005-06 promovarea echipei în premieră în Liga 1, după victoria din barajul cu FC Bihor și Forex Brașov.
Antrenează doar câteva etape pe Unirea în Liga Întâi, fiind apoi înlocuit cu Dan Petrescu. Revine în Liga a II-a, la CS Otopeni, cu care este aproape de promovare în 2007, când încheie în preajma locurilor care duc în prima ligă. În martie 2008 este demis de la FCM Bacău.
În perioada 24 iunie-3 octombrie 2009 a fost antrenor secund la Dinamo București, mâna dreaptă a italianului Dario Bonetti. Pe 1 noiembrie 2011, Costel Orac a fost numit antrenor principal la FC Botoșani.

## Goluri la echipa națională
| #  | Data          | Stadionul                          | Adversar | Scor după gol | Rezultat final | Competiția |
| -- | ------------- | ---------------------------------- | -------- | ------------- | -------------- | ---------- |
| 1. | 29 iulie 1984 | Stadionul 23 August, Iași, România | China    | 3–0           | 4–2            | Amical     |